# Escalada esportiva nos Jogos Olímpicos de Verão de 2020
As competições de escalada esportiva nos Jogos Olímpicos de Verão de 2020 foram realizadas entre 3 e 6 de agosto de 2021 – após terem sido adiadas em um ano devido à pandemia de COVID-19 – no Parque Urbano de Esportes de Aomi,  em Tóquio. Esta fora a estreia do esporte nos Jogos Olímpicos após ser aprovado entre as cinco novas modalidades adicionadas especificamente ao programa de Tóquio 2020.
Dois eventos foram realizados, um masculino e um feminino, num formato que combina as três disciplinas: dificuldade, velocidade e boulder. O vencedor fora aquele que obteve a melhor combinação das três disciplinas em cada gênero. Este formato foi previamente testado nos Jogos Olímpicos da Juventude de 2018, em Buenos Aires, apesar de gerar críticas entre os especialistas da modalidade.

## Qualificação
Haviam 40 vagas disponíveis para a escalada esportiva. Cada Comitê Olímpico Nacional (CON) poderia ter no máximo dois escaladores em cada evento. Cada evento contou com 20 competidores: 18 das qualificatórias, 1 do país-sede (Japão), e 1 por convite da Comissão Tripartite.
O Campeonato Mundial de Escalada da IFSC de 2019 serviu como o primeiro evento qualificatório, com sete vagas por gênero entregues aos melhores colocados do evento combinado.

## Formato
A decisão de combinar três disciplinas — dificuldade, velocidade e boulder — em uma única competição por medalhas para cada gênero causou críticas de escaladores em todo o mundo. Há algumas similaridades entre escaladores de dificuldade e boulder, mas a velocidade é geralmente vista como uma disciplina à parte na escalada esportiva, praticada por atletas especializados. A escaladora Shauna Coxsey declarou que "nenhum atleta do boulder fez a transição para velocidade e dificuldade, e nenhum atleta da velocidade fez o mesmo para boulder e dificuldade".
Membros da Federação Internacional de Escalada Esportiva (IFSC) explicaram que como só receberam um evento por gênero pelo Comitê Olímpico Internacional, não queriam excluir a escalada de velocidade. A meta da IFSC era primariamente estabelecer a escalada e suas três disciplinas como modalidades olímpicas, com alterações no formato podendo ocorrer posteriormente. Esta tática provou-se bem sucedida, já que o esporte se garantiu para os Jogos Olímpicos de Verão de 2024, além de haver a separação da disciplina de velocidade das outras duas.

## Calendário
|  | Qualificação |  | Finais |

| DataEvento                                   | 3 ago | 3 ago | 3 ago | 4 ago | 4 ago | 4 ago | 5 ago | 5 ago | 5 ago | 6 ago | 6 ago | 6 ago |
| -------------------------------------------- | ----- | ----- | ----- | ----- | ----- | ----- | ----- | ----- | ----- | ----- | ----- | ----- |
| Combinado masculino                          | V     | B     | D     |       |       |       | V     | B     | D     |       |       |       |
| Combinado feminino                           |       |       |       | V     | B     | D     |       |       |       | V     | B     | D     |
| V = Velocidade, B = Boulder, D = Dificuldade |       |       |       |       |       |       |       |       |       |       |       |       |

## Nações participantes
Ao todo, 19 CONs tiveram atletas qualificados em ao menos um evento. Entre parênteses encontra-se representada a quantidade de atletas.
- RSA África do Sul (2)
- GER Alemanha (2)
- AUS Austrália (2)
- AUT Áustria (2)
- CAN Canadá (2)
- KAZ Cazaquistão (1)
- CHN China (2)
- KOR Coreia do Sul (2)
- SLO Eslovênia (2)
- ESP Espanha (1)
- USA Estados Unidos (4)
- FRA França (4)
- GBR Grã-Bretanha (1)
- ITA Itália (3)
- JPN Japão (4)
- POL Polônia (1)
- CZE República Checa (1)
- ROC ROC (3)
- SUI Suíça (1)

## Medalhistas
| Evento                       | Ouro                            | Prata                                | Bronze                     |
| ---------------------------- | ------------------------------- | ------------------------------------ | -------------------------- |
| Combinado masculino detalhes | Alberto Ginés López ESP Espanha | Nathaniel Coleman USA Estados Unidos | Jakob Schubert AUT Áustria |
| Combinado feminino detalhes  | Janja Garnbret SLO Eslovênia    | Miho Nonaka JPN Japão                | Akiyo Noguchi JPN Japão    |

## Quadro de medalhas
País sede destacado
| Ordem | País               | Medalha de ouro | Medalha de prata | Medalha de bronze |   | Ordem por total |
| ----- | ------------------ | --------------- | ---------------- | ----------------- | - | --------------- |
| 1     | SLO Eslovênia      | 1               |                  |                   | 1 | 2               |
|       | ESP Espanha        | 1               |                  |                   | 1 | 2               |
| 3     | JPN Japão          |                 | 1                | 1                 | 2 | 1               |
| 4     | USA Estados Unidos |                 | 1                |                   | 1 | 2               |
| 5     | AUT Áustria        |                 |                  | 1                 | 1 | 2               |
| TOTAL | TOTAL              | 2               | 2                | 2                 | 6 | —               |

## Recordes
| Evento                           | Fase         | Escalador           | CON         | Tempo | Data        | Recorde          | Ref.   |
| -------------------------------- | ------------ | ------------------- | ----------- | ----- | ----------- | ---------------- | ------ |
| Combinado masculino (velocidade) | Qualificação | Bassa Mawem         | FRA França  | 5.45  | 3 de agosto | Recorde olímpico | [ 10 ] |
| Combinado feminino (velocidade)  | Qualificação | Aleksandra Mirosław | POL Polônia | 6.97  | 4 de agosto | Recorde olímpico | [ 11 ] |
| Combinado feminino (velocidade)  | Final        | Aleksandra Mirosław | POL Polônia | 6.84  | 6 de agosto | Recorde mundial  | [ 12 ] |